# Notburga van Eben
Notburga van Eben (soms: Notburga van Rattenberg) is een uit Tirol afkomstige en daar veel vereerde heilige. Haar levensloop is grotendeels legendarisch. Zij zou in de 9e of 10e eeuw hebben geleefd in het Tiroolse Rattenberg.  Haar vita werd door de 17e-eeuwse volksverteller en keizerlijke lijfarts Hyppolitus Guarinonius beschreven en naar het eind van de 13e eeuw verlegd; volgens hem leefde Notburga tussen 1265 en 1313. 

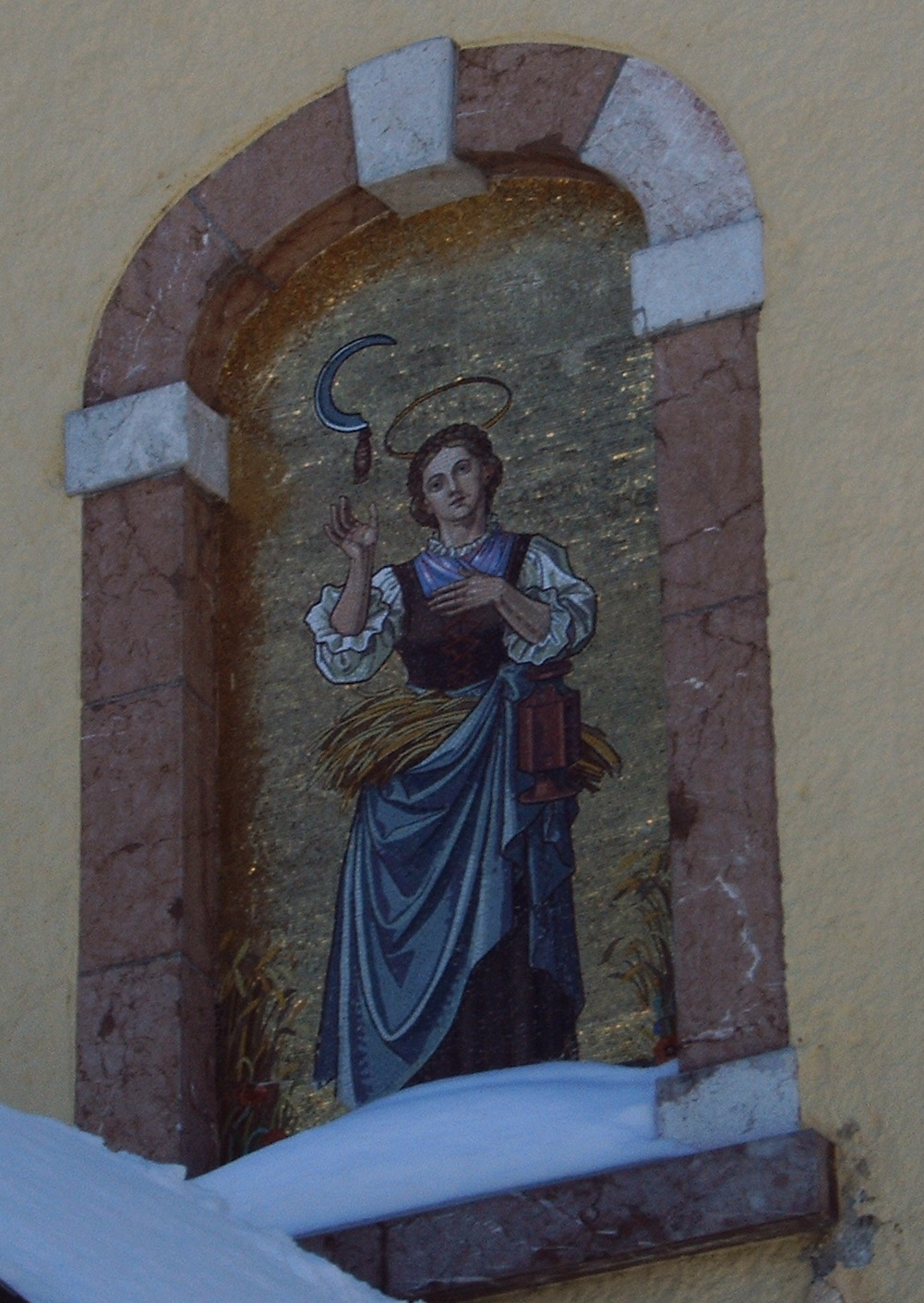
Notburga van Eben

## Persoon
Notburga zou als dienstmaagd bij de graaf van Rattenburg gewerkt hebben. Omdat zij steeds een deel van haar voedsel aan de armen weggaf, zou de graaf haar lastiggevallen en uiteindelijk ontslagen hebben. Daarna werkte zij bij een boer in het Tiroolse Eben am Achensee, waar zij zich voor de rechten van de knechten sterk zou hebben gemaakt. Hier zou haar sikkel eens de lucht in worden gegooid en daar zijn blijven hangen. Naderhand zou Notburga zijn teruggekeerd aan het grafelijke hof in Rattenberg en daar nauwgezet haar plichten hebben vervuld, bejegend met het grootste respect van de grafelijke familie. Hier zou zij dan op 14 september 1313 zijn overleden.

## Documentatie
De eerste vermelding van Notburga staat in een uit 1434 daterend document, toen de Notburgakapel in Eben ingewijd werd. Het patrocinium luidde op naam van Rupert van Salzburg, omdat Notberga daar als niet-gekanoniseerde heilige niet voor in aanmerking kwam. Aan het begin van 17e eeuw deed men een poging haar te laten heiligverklaren, maar bij gebrek aan een lijk was dat onbegonnen werk. Het was niet duidelijk of deze vrouw ooit bestaan had. In 1718 werd een lijk gevonden en als Notburga uit de kist gehaald. In 1735 werd het voor pelgrims pontificaal tentoongesteld. De goedkeuring van de verering van Notburga liet eerst echter op zich wachten, omdat eerst in 1754 kon worden aangetoond dat Notburga "van oudsher" als heilige werd vereerd. Het daarop volgende proces in Rome leidde op 27 maart 1862 tot de goedkeuring van de cultus door paus Pius IX. 

## Verering
De verering van Sint-Notburga breidde zich in de loop der tijd uit naar het oosten, tot in Stiermarken en Slovenië. Notburga is patrones van de dienstmaagden, armen en boeren en geldt als patroonheilige voor de zondagsrust. De in de lucht hangende sikkel, waarmee zij vaker wordt afgebeeld, is ten teken van de heiliging van de zondagsrust en tevens respect voor het inhouden, en niet overschrijden, van werktijden. In deze zin had de verering van Notburga ook een praktische boodschap. Haar gedachtenis vindt plaats op 13 of 14 september (naargelang het bisdom). In Eben, waar zich haar graf bevindt, is een museum aan Notburga gewijd.